# پاتریک شنه
پاتریک شنه (فرانسوی: Patrick Chesnais‎؛ زادهٔ ۱۸ مارس ۱۹۴۷) هنرپیشه، کارگردان فیلم، فیلم‌نامه‌نویس اهل فرانسه است. وی از سال ۱۹۶۴ میلادی تاکنون مشغول فعالیت بوده‌است.
از فیلم‌ها یا برنامه‌های تلویزیونی که وی در آن نقش داشته‌است می‌توان به کتاب‌خوان، لباس غواصی و پروانه، امپراطوری از پاریس، شارل کبیر، کَـمِـلوت و بر دروازه ابدیت اشاره کرد.
وی همچنین برندهٔ جوایزی همچون لژیون دونور (شوالیه) شده‌است.